# یواس‌اس لوزرن کانتی (ال‌اس‌تی-۹۰۲)
یواس‌اس لوزرن کانتی (ال‌اس‌تی-۹۰۲) (به انگلیسی: USS Luzerne County (LST-902)) یک کشتی بود که طول آن ۳۲۸ فوت (۱۰۰ متر) بود. این کشتی در سال ۱۹۴۴ ساخته شد.